# Thiotymolin
Thiotymolin (anglicky thiotimoline) je fiktivní chemická sloučenina poprvé publikovaná v mystifikačním článku Endochronní vlastnosti resublimovaného thiotymolinu (údajně uniklého z Journal of the American Chemical Society) Isaaca Asimova v roce 1948 ve sci-fi časopise Astounding Science Fiction.
Endochronicitou je míněna vlastnost, kdy se látka rozpouští dříve, než je přidáno rozpouštědlo (voda). Thiotymolin má být organická sloučenina dosud přesně nezjištěné struktury, obsahující nejméně čtrnáct hydroxylových skupin, dvě aminoskupiny, jednu sulfoskupinu a také částečně aromatické uhlovodíkové jádro. 